# 卡伦·科伯恩
卡伦·科伯恩（英語：Karen Cockburn，1980年10月2日—），加拿大女子蹦床运动员。她曾代表加拿大参加2000年、2004年、2008年和2012年夏季奥林匹克运动会体操比赛，获得二枚银牌和一枚铜牌。